# Penn Badgley
Penn Dayton Badgley (Baltimore, 1 november 1986) is een Amerikaans acteur. Hij speelde in diverse films en series waaronder John Tucker Must Die, Gossip Girl en You.

## Levensloop
Aan het begin van zijn carrière, in 1999, sprak Badgley stemmen in voor videospellen, waaronder Mario Golf en Mario Tennis. Na gastrollen in onder andere Will & Grace en The Brothers Garcia, kreeg hij in 2000 een vaste rol in de televisieserie The Young and the Restless als Phillip Chancellor, die hij tot 2001 vertolkt. Voor deze rol kreeg Badgley een nominatie voor de Young Artist Award.
Hierna speelde Badgley in diverse series waaronder in Do Over, What I Like About You en The Twilight Zone.
In 2001 had Badgley zijn eerste filmrol te pakken als jonge Sean McGinnis in de film The Fluffer. Hierna volgde meerdere filmrollen waaronder in John Tucker Must Die, Easy A en Margin Call.
Van 2007 tot en met 2012 was Badgley te zien als Dan Humphrey in de tienerdramaserie Gossip Girl, voor deze rol kreeg hij meerdere nominaties bij de Teen Choice Awards.
Sinds 2018 is Badgley te zien als Joe Goldberg / Will Bettleheim in de Netflix-serie You, voor deze rol werd hij in 2019 genomineerd voor een Saturn Award in de categorie Beste acteur in een streaming productie.

## Filmografie

### Film
- 2001: The Fluffer, als jonge Sean McGinnis
- 2004: Debating Robert Lee, als Debater
- 2006: John Tucker Must Die, als Scott Tucker
- 2007: Drive Thru, als Van
- 2008: Forever Strong, als Lars
- 2009: The Stepfather, als Michael Harding
- 2010: Easy A, als "Woodchuck" Todd
- 2011: Margin Call, als Seth Bregman
- 2012: Greetings from Tim Buckley, als Jeff Buckley
- 2014: Parts per Billion, als Erik
- 2015: Cymbeline, als Posthumus
- 2016: The Paper Store, als Sigurd Rossdale
- 2016: The Adam Green's Aladdin, als prins van Monaco
- 2021: Here Today, als Rex

### Televisie
- 1999: Will & Grace, als Todd
- 2000-2001: The Young and the Restless, als Phillip Chancellor
- 2000-2002: The Brothers Garcia, als Eddie Bauer
- 2000: Daddio, als Todd
- 2002: The Nightmare Room, als Mike
- 2002: Do Over, als Joel Larsen
- 2002: What I Like About You, als Jake
- 2003: The Twilight Zone, als Trace Malone
- 2004-2005: The Mountain, als Sam Tunney
- 2006: The Bedford Diaries, als Owen Gregory
- 2007-2012: Gossip Girl, als Dan Humphrey
- 2015: The Slap, als Jamie
- 2018-2025: You, als Joe Goldberg / Will Bettelheim / Jonathan Moore